# Filmographie de Rob Lowe
 (avril 2025).
Motif : pertinence de la page, qui est une copie de la section filmographie de la page de Rob Lowe ?
- Archive Wikiwix
- Bing
- Cairn
- DuckDuckGo
- E. Universalis
- Gallica
- Google
- G. Books
- G. News
- G. Scholar
- Persée
- Qwant
- (zh) Baidu
- (ru) Yandex
- (wd) trouver des œuvres sur Wikidata

| 1. | Préciser le motif de la pose du bandeau. | Précisez le motif de la pose du bandeau en utilisant la syntaxe suivante : {{admissibilité à vérifier\|date=avril 2025\|motif=remplacez ce texte par le motif}}                               |
| 2. | Informer les utilisateurs concernés.     | Pensez à avertir le créateur de l'article, par exemple, en insérant le code ci-dessous sur sa page de discussion : {{subst:avertissement admissibilité à vérifier\|Filmographie de Rob Lowe}} |

Cette liste présente les films de Rob Lowe.

## Cinéma
- 1983 : Outsiders (The Outsiders) : Sodapop Curtis
- 1983 : Class : Franklin Burroughs IV
- 1984 : Oxford Blues : Nick De Angelo
- 1984 : L'Hôtel New Hampshire : John Berry
- 1985 : St. Elmo's Fire : Billy Hicks
- 1986 : À propos d'hier soir... (About Last Night...) : Danny Martin
- 1986 : Youngblood : Dean Youngblood
- 1987 : Square Dance : Rory Torrance
- 1988 : Masquerade (Mascarade) : Tim Whalen
- 1988 : Illégalement vôtre : Richard Dice
- 1990 : Bad Influence : Alex
- 1991 : À plein tube ! (The Dark Backward) : Dirk Delta
- 1991 : The Finest Hour (en) : Lawrence Hammer
- 1992 : Wayne's World : Benjamin Oliver
- 1994 : Frank and Jesse (en) de Robert Boris : Jesse James
- 1995 : Les Hommes de l'ombre (Mulholland Falls) : Hoodlum
- 1995 : Le Courage d'un con (Tommy Boy) : Paul Barish
- 1996 : Fox Hunt : Edison Pettibone
- 1996 : First Degree : Det. Rick Mallory
- 1997 : Austin Powers : l'ami de l'homme de main décapité (non crédité)
- 1997 : Risques et périls (Living in Peril) : Walter Woods
- 1997 : Contact : Richard Rank
- 1997 : Sans foi ni loi (Hostile Intent) : Cleary
- 1998 : Crazy Six : Billy / Crazy Six
- 1999 : Dead Silent : Kevin Finney
- 1999 : Austin Powers 2 : L'Espion qui m'a tirée (Austin Powers in the Spy who shagged me) : Jeune Numéro Deux
- 2000 : The Specials : The Weevil
- 2000 : Un amour sauvé de l'enfer (One Hell of a Guy) : Nick
- 2000 : Haute Pression (Under Pressure) : John Spencer
- 2001 : Proximity : William Conroy
- 2001 : Hôtesse à tout prix (View From the Top) : Copilote Steve Bench
- 2002 : Austin Powers dans Goldmember (Austin Powers in Goldmember) : Jeune Numéro Deux
- 2006 : Thank You for Smoking : Jeff Megall
- 2007 : Hypnose 2 : Ted Cogan
- 2009 : The Invention of Lying : Brad Kessler
- 2011 : I Melt with You : Jonathan
- 2011 : Breakaway : Dan Winters
- 2012 : Knife Fight de Bill Guttentag : Paul Turner
- 2014 : Pocket Listing : Frank Hunter
- 2014 : Sex Tape de Jake Kasdan : Hank
- 2017 : Monster Cars (Monster Trucks) de Chris Wedge : Reece Tenneson
- 2017 : How to Be a Latin Lover de Ken Marino : Rick
- 2018 : Super Troopers 2 de Jay Chandrasekhar : Guy LeFranc
- 2019 : Un safari pour Noël (Christmas in the Wild) d'Ernie Barbarash : Derek Holliston (Netflix)

## Télévision

### Séries télévisées
- 1979 - 1980 : A New Kind of Family : Tony Flanagan (rôle principal, 11 épisodes)
- 1980 - 1981 : ABC Afterschool Specials : Charles Elderberry / Jeff Bartlett
- 1983 : Hallmark Hall of Fame : Sam Alden
- 1999 - 2006 : À la Maison-Blanche (The West Wing) : Sam Seaborn (rôle principal, 85 épisodes)
- 2003 : The Lyon's Den (en) : John Turner (rôle principal, 13 épisodes)
- 2004 - 2006 : Dr Vegas : Dr Billy Grant (rôle principal, 10 épisodes)
- 2005 : Beach Girls : Jack Kilvert (rôle principal, 6 épisodes)
- 2006 - 2010 : Brothers and Sisters : Robert McCallister (rôle principal, 78 épisodes)
- 2007 : Les Griffin (Family Guy) : Stanford Cordray (voix)
- 2010 : Californication : Eddie Nero (rôle secondaire, 6 épisodes)
- 2011 - 2014 : Parks and Recreation : Chris Traeger (rôle principal, 77 épisodes)
- 2013 : Franklin & Bash : Lui-même (saison 3)
- 2015 : You, Me and the Apocalypse : Jude Sutton (rôle principal, 8 épisodes)
- 2015 : Moonbeam City (en) : Dazzle Novak (voix - rôle principal, 10 épisodes)
- 2015 - 2016 : The Grinder : Dean Sanderson, Jr. (rôle principal, 22 épisodes)
- 2016 - 2019 : La Garde du Roi lion (The Lion Guard) : Simba (voix - 24 épisodes)
- 2016 - 2018 : Code Black : Ethan Willis (rôle principal, saison 2 - 29 épisodes)
- 2017 : The Orville : Darulio (2 épisodes)[1]
- 2019 : Wild Bill (en) : Bill Hixon (rôle principal, 6 épisodes)
- 2020 : 9-1-1: Lone Star : Owen Strand (rôle principal)

### Téléfilms
- 1990 : Le soulier magique (If the Shoes Fits) : Francesco Salvitore
- 1993 : Suddenly, Last Summer : Dr Cukrowicz
- 1994 : Le Fléau (The Stand) : Nick Andros
- 1995 : Midnight Man : Sean Dillon
- 1996 : On Dangerous Ground : Sean Dillon
- 1998 : Outrage : Tom Casey
- 1999 : Atomic Train : John Seger
- 1999 : Chassés-croisés sentimentaux (Winding Roads) : Partygoer
- 2001 : Traque sans répit (Jane Doe) : David Doe
- 2002 : Les Souliers de Noël (The Christmas Shoes) : Robert Layton
- 2002 : Une place au soleil (Framed) : Mike Santini
- 2004 : Coup de cœur, coup de foudre (Perfect Strangers) : Lloyd Rockwell
- 2004 : Salem (Salem's Lot) de Mikael Salomon : Ben Mears
- 2005 : Le Miracle du cœur (The Christmas Blessing) : Robert Layton
- 2006 : Une merveilleuse journée : Rob Harlan
- 2009 : Au-delà des apparences (Too Late to Say Goodbye) : Bart Corbin
- 2012 : Prosecuting Casey Anthony : Jeff Ashton
- 2012 : L'Intouchable Drew Peterson (Forget Me Never) : Drew Paterson
- 2013 : Ma vie avec Liberace (Behind the Candelabra) de Steven Soderbergh : Dr. Jack Startz
- 2013 : Franklin and Bash : lui-même
- 2013 : Killing Kennedy : John F. Kennedy
- 2015 : Tes milliards m'appartiennent (Beautiful & Twisted) : Ben Novack Jr.
- 2015 : La Garde du Roi lion: Un nouveau cri (The Lion Guard: Return of the Roar) : Simba (voix)
- 2018 : The Bad Seed (en) (également réalisateur) : David